# Wow! (album)
Wow! – album muzyczny Magdy Fronczewskiej, wydany w 1990 roku nakładem Polskich Nagrań.
Album ukazał się na trzech nośnikach: płycie winylowej, kasecie, a w 1991 roku także na CD. Na albumie znalazły się m.in. znane piosenki „Myszka widziała ostatnia” i „Laleczka z saskiej porcelany”. Druga z nich uplasowała się na 9. miejscu listy przebojów Radiowa piosenka tygodnia na antenie Programu I Polskiego Radia.

## Lista utworów
Strona A
1. „Gdybym była wielką gwiazdą” (muz. Maria Jeżowska - sł. Jacek Cygan) – 4:00
2. „Jak żuraw i czapla” (muz. Maria Jeżowska - sł. Jacek Cygan) – 4:00
3. „Myszka widziała ostatnia” (muz. Maria Jeżowska - sł. Jacek Cygan) – 4:00
4. „Wow, wow...” (muz. Rafał Paczkowski - sł. Jacek Cygan) – 4:36
5. „Mister przerwy” (muz. Maria Jeżowska - sł. Jacek Cygan) – 4:00

Strona B
1. „Jestem magikiem” (muz. Rafał Paczkowski - sł. Jacek Cygan) – 4:52
2. „Konie na nieboskłonie” (muz. Maria Jeżowska - sł. Jacek Cygan) – 4:45
3. „To Michael Jackson” (muz. Rafał Paczkowski - sł. Jacek Cygan) – 5:10
4. „Laleczka z saskiej porcelany” (muz. Rafał Paczkowski - sł. Jacek Cygan) – 4:08

## Twórcy
- Magda Fronczewska – śpiew
- Piotr Fronczewski – śpiew (B1, B2)[5]
- Maria Jeżowska – śpiew (B3), chórki
- Ania Stawieraj – śpiew (A5)
- Rafał Paczkowski – instrumenty klawiszowe, programowanie
- Tom Logan – programowanie (A1, A5, B2, B4), gitara
- Krzysztof Ścierański – gitara basowa (B2)
- Andrzej Pągowski – opracowanie graficzne
- Adam Pietrzak – zdjęcia
- Lidia Popiel – zdjęcia
- Leopold Dzikowski – zdjęcia